# Astarté (Leroux)
Pour les articles homonymes, voir Astarté (homonymie).
Personnages
- Hercule, duc d'Argos
- Phur, grand prêtre d'Astaré
- Hylas, page d'Hercule
- Euphanor, guerrier
- Corybas, guerrier
- Omphale, reine de Lydie
- Iole, vestale
- Déjanire, femme d'Hercule
- Cléanthis, suivante d'Omphale, déesse de l'amour

Astarté est un opéra en quatre actes et cinq tableaux de Xavier Leroux, livret de Louis de Gramont. Il a été créé à l'Opéra de Paris le 15 février 1901, mise en scène par Pedro Gailhard.

## Distribution de la création
| Rôles        | Voix               | Création à l'Opéra de Paris, 15 février 1901 (Chef d'orchestre : Paul Taffanel ) |
| ------------ | ------------------ | -------------------------------------------------------------------------------- |
| Omphale      | Contralto          | Meyrianne Héglon                                                                 |
| Hercule      | Ténor-haute-contre | Albert Alvarez                                                                   |
| Phur         | Baryton-Basse      | Francisque Delmas                                                                |
| Hylas        | Ténor              | Léon Laffite                                                                     |
| Euphanor     | Basse              | Juste Nivette                                                                    |
| Corybas      | Ténor              | Georges Joseph Cabillot                                                          |
| Déjanire     | Soprano            | Louise Grandjean                                                                 |
| Iole         | Soprano            | Jeanne Hatto                                                                     |
| Cléanthis    | Soprano            | Vera Nimidoff                                                                    |
| Une suivante | Soprano            | Madeleine Mathieu                                                                |

## Argument

### Acte I
Hercule, duc d'Argos, va entreprendre une nouvelle campagne pour détruire le culte infâme de la déesse Astarté. Il va se rendre en Lydie, dans le but d'exterminer la reine Omphale, sectatrice cruelle et impudique de cette déesse. Rien ne peut le retenir, pas même l'amour de Déjanire, son épouse. Celle-ci veut user d'un talisman pour le mettre en garde contre les séductions d'Omphale, qu'elle redoute. Ce talisman, c'est la fameuse tunique, du centaure Nessus, que ce dernier lui a remise, en lui disant que lorsque Hercule la vêtirait il reviendrait infailliblement à elle. Elle charge donc Iole, sa pupille, de suivre, les traces de son époux et de lui remettre le coffret contenant, la tunique ensanglantée.

### Acte II
Hercule est arrivé avec les siens en Lydie, sous les murs de Sardes. Hercule et ses guerriers sont devant les portes de la ville. Hercule s'absente un instant, les femmes de Sardes en profitent pour enjôler ses soldats, se font suivre docilement par eux et les entraînent dans la ville en chantant et en dansant, si bien que quand Hercule revient il ne trouve plus personne, que le grand-prêtre Phur, qui l'invite à entrer lui-même.

### Acte III
Hercule est dans le palais d'Omphale, où il vient pour tout casser. Seulement, quand il est en présence d'Omphale, il jette à terre son poignard, et dieu devenu homme, tombe aux genoux de la déesse devenue femme. Celle-ci, en effet, amoureuse et orgueilleuse, exige que la ville entière assiste à une si étonnante soumission. Pendant qu'Hercule reste prosterné, Phur procède à la cérémonie du culte d'Astarté. Ce sont d'abord des rites graves, des danses lentes, puis, peu à peu, une immense joie furieuse s'empare des prêtres et des prêtresses, des courtisanes et des gardes et c'est l'orgie mystique et frénétique de la passion et de la possession. Omphale tend les bras à Hercule qui s'y précipite.

### Acte IV
Au matin, Hercule et Omphale chantent leur bonheur sur le mode triomphal. L'amant n'avait jamais connu pareille ivresse; l'amante n'avait jamais tressailli sous une pareille étreinte. Phur dérange cet accord. Il montre à Hercule la fragilité de tels liens que, seul, le mariage rendrait durable. Omphale, à qui la chose est proposée, ne veut point y consentir et, devant la colère que son refus provoque, elle prie Astarté de mettre un terme à l'embarrassante aventure. Iole, que l'on amène, s'avance aussitôt, déguisée en garçon. Elle explique la mission dont elle est chargée et Omphale, qui devine son sexe et l'appelle la douce sœur d'Éros, lui permet de l'accomplir, à la condition de rester avec elle et de ne plus la quitter. Leurs voix s'unissent tendrement et Hercule, maintenant vêtu de la tunique magique et en proie aux intolérables souffrances du feu, hurle et se tord. Il lance des lambeaux de la rouge étoffe contre les murailles qui s'embrasent. Et la ville aussi s'embrase et les cœurs et les corps s'embrasent et c'est à Lesbos qu'Omphale revient maintenant adorer Astarté et glorifier toutes les luxures.

## Critiques lors de la première
Astarté a été favorablement accueillie à sa sortie. Alfred Bruneau, le critique du Figaro l'applaudit et écrit : « Cette partition est franchement, catégoriquement une partition d'opéra.  Des thèmes assez nombreux et caractéristiques y sont rappelés de page en page, surtout au premier acte. Cette acte est une sorte de fresque d'une intensité de couleur, d'un éclat superbes : Les fanfares qui, du théâtre, répondent à l'orchestre, les chants héroïques d'Hercule, la déploration de Déjanire, son invocation au feu, ont un mouvement, une puissance extraordinaires. Les adieux de l'époux à l'épouse, largement, noblement déclamés et où semble passer le souffle de Gluck sont magnifiques. J'aime moins l'orientalisme du second tableau et j'avoue que les longs duos passionnés qui suivent ne m'ont pas paru aussi bien inspirés. Ils manquent de ce ; qui eût été là essentiel la variété dans le sentiment. .Mais les cérémonies religieuses et orgiaques, le chœur final ne sont point à dédaigner. »
Arthur Pougin n'est pas tendre et semblant répondre à Bruneau écrit dans Le Ménestrel : « Cette pièce étrange a bien peu de qualités scéniques ou dramatiques. Au premier acte, Hercule est avec Déjanire; au second, il ne fait que paraître; au troisième et au quatrième, il est sans cesse avec Omphale. On comprend le peu de variétés des situations et le peu d'éléments qu'elles offrent au musicien. Il y a, au premier acte, l'appel d'Hercule à ses guerriers, et, au second, la scène de séduction exercée sur ceux-ci par les femmes de Sardes. Mais ce sont là des épisodes scéniques, et non des situations dramatiques. L'œuvre est conçue d'ailleurs dans le pur système wagnérien, avec récits interminables, dialogues éternels sans que les voix jamais se marient, et accompagnements de leitmotivs. Il y en a même un terrible, c'est celui d'Hercule, qui a visiblement hanté l'esprit du compositeur, et qui fait frémir quand il revient périodiquement, attaqué par les trompettes dans leurs notes les plus aiguës. Il va sans dire que l'auteur s'est gardé comme du feu d'écrire quelque chose qui ait l'apparence d'un « morceau ». Et cependant, voyez l'ironie, il a placé au premier acte dans la bouche d'Hercule, sur ces paroles adressées à Déjanire : Voici l'instant des suprêmes adieux, un cantabile d'un sentiment pénétrant, avec, ô surprise ! retour du motif servant de conclusion, et le public en a été tellement charmé que toute la salle a fait entendre un murmure de satisfaction et de plaisir. »
Paul Milliet du Monde artiste est très favorable et écrit : « Xavier Leroux a l'éloquence musicale, et son ardeur emprunte une expression singulière aux leitmotiv. Chez lui, les motifs conducteurs sont clairs jusque dans leurs transformations. Tout le premier acte est superbe d'emportement et de couleur. La déclamation d'Hercule est élevée, et les adieux de Déjanire sont d'une noblesse remarquable. Ces prémices du drame ont de la magnificence et de la puissance. Les deux actes suivants sont d'une grâce achevée ; la scène de séduction jouée par Omphale ; la cérémonie religieuse où tout d'ailleurs, le décor, la lumière et la mise en scène, est combinée admirablement pour reproduire les cultes phalliques et orgiastiques de l'Asie ; le réveil des amants; la prière à la divine Astarté, La partition d'Astarté est d'une inspiration belle et forte ; et elle mérite les chaleureux applaudissements qui l'ont accueillie. M, Xavier Leroux honore l'école française, et son succès me ravit à tous les points de vue. »

## Analyse plus moderne
Alex Ross du The New Yorker livre un angle différent  et Ross indique que le journal allemand Jahrbuch für sexuelle Zwischenstufen (en) note « Astarté est probablement le premier opéra à être joué, et généralement la première pièce de théâtre, dans laquelle l’amour lesbien est représenté. »

## Source
- Astarté  : partition intégrale (piano-chant) sur le site de la Médiathèque musicale de Paris.
- Camille Bellaigue, Revue musicale. — Astarté à l’Opéra ; — la Fille de Tabarin à l’Opéra-Comique, t. 5e période, tome 2, Paris, 1901 (lire sur Wikisource), « Revue musicale. — Astarté à l’Opéra ; — la Fille de Tabarin à l’Opéra-Comique », p. 219-228